# Pingelapische Sprache
Die pingelapische Sprache ist eine mikronesische Sprache die in Mikronesien gesprochen wird. Die Sprache hat ca. 3000 Sprecher und wird nicht nur auf Pingelap, sondern auch auf Pohnpei gesprochen, wo die Mehrheit der Pingelap-Sprecher lebt. In Mikronesien gibt es neben Pingelapisch und Englisch noch drei weitere Amtssprachen. Laut Ethnologue ist der Sprachgebrauch „vigorous“, also stark.
In der pingelapischen Sprache wird sowohl Reduplikation als auch Triplikation angewendet. Die Sprache wird mit der lateinischen Schrift geschrieben.